# Holger Schön
Hjert Holger Schön (ur. 30 marca 1910 w Solnie, zm. 25 marca 1980 w Sztokholmie) – szwedzki narciarz, uczestnik Zimowych Igrzysk Olimpijskich 1932. W latach 1930 i 1934 zdobywał tytuły indywidualnego i drużynowego mistrza Szwecji w skokach narciarskich.

## Wyniki olimpijskie

### Skoki narciarskie
| Miejsce | Dzień    | Rok  | Miejscowość | Skocznia            | Konkurs  | Skok 1 | Skok 2 | Nota      | Strata   | Zwycięzca   |
| ------- | -------- | ---- | ----------- | ------------------- | -------- | ------ | ------ | --------- | -------- | ----------- |
| 21.     | 4 lutego | 1932 | Lake Placid | MacKenzie Intervale | indywid. | 57,0 m | 61,5 m | 201,8 pkt | 26,3 pkt | Birger Ruud |

### Kombinacja norweska
| Miejsce | Dzień    | Rok  | Miejscowość | Dyscyplina/konkurencja                    | Wynik     | Strata     | Zwycięzca            |
| ------- | -------- | ---- | ----------- | ----------------------------------------- | --------- | ---------- | -------------------- |
| 19.     | 4 lutego | 1932 | Lake Placid | kombinacja norweska skoki + bieg na 18 km | 300,8 pkt | 145,2 pkt. | Johan Grøttumsbråten |